# 陶林·格林
陶林·格林（英語：Taurean Green，1986年11月28日—），美国NBA联盟前职业篮球运动员。他在2007年的NBA选秀中第2轮第52顺位被波特兰开拓者选中。